# Listă de actori letoni

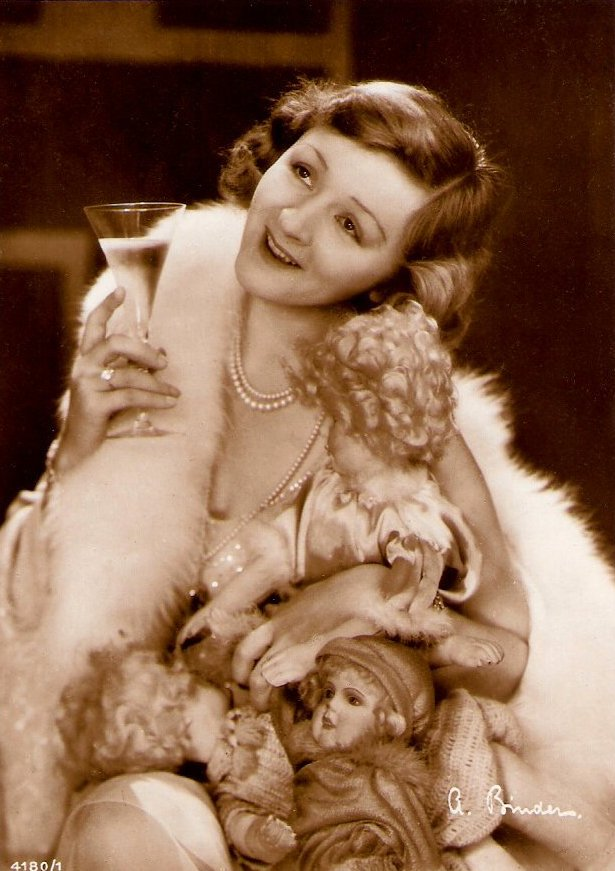
Lya Mara, 1929

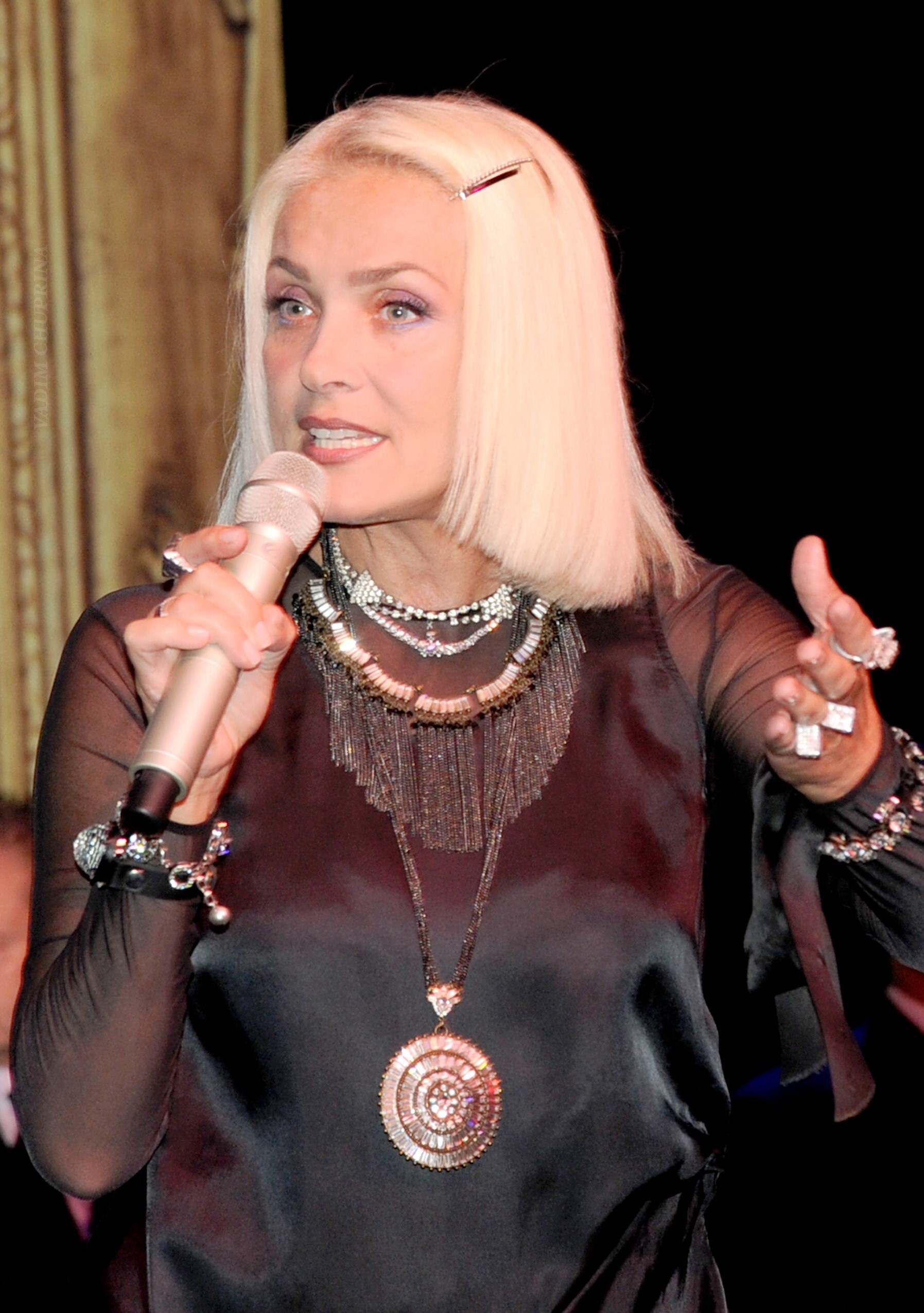
Laima Vaikule‎

Aceasta este o listă de actori letoni.
Cuprins: Început - 0–9 A B C D E F G H I J K L M N O P Q R S T U V W X Y Z

## A
- Ādolfs Alunāns
- Romualds Ancāns
- Vija Artmane

## D
- Artūrs Dimiters

## G
- Ārijs Geikins

## K
- Rēzija Kalniņa
- Ivars Kalniņš

## L
- Marija Leiko
- Antra Liedskalniņa
- Ģirts Līcis
- Inese Laizāne

## M
- Lya Mara

## P
- Uldis Pūcītis

## R
- Elza Radziņa

## S
- Eduards Smiļģis

## V
- Laima Vaikule
- Vita Vārpiņa

## Vezi și
- Listă de regizori letoni